# Virus (album av Heavenly)
Virus är det franska power metal-bandet Heavenlys fjärde studioalbum, utgivet i november 2006 på AFM Records (bandets första album på detta skivbolag) och i Japan på Avalon i september samma år.
Skivan är den första med basisten Matthieu Gervreau Plana och den enda med trummisen Thomas Das Neves. De ersatte Pierre-Emmanuel Pélisson respektive Maxence Pilo. Dessutom tillkom gitarristen Olivier Lapauze.
Tony Kakko (Sonata Arctica) bidrog med gästsång på "Wasted Time". Bandet spelade in sin första musikvideo till "Spill Blood on Fire".

## Låtlista
1. "The Dark Memories" – 6:07
2. "Spill Blood on Fire" – 5:17
3. "Virus" – 6:16
4. "The Power & Fury" – 6:03
5. "Wasted Time" – 5:56
6. "Bravery in the Field" – 5:52
7. "Liberty" – 5:30
8. "When the Rain Begins to Fall" (Jermaine Jackson/Pia Zadora-cover) – 4:17
9. "The Prince of the World" – 5:17

Bonusspår på den japanska utgåvan
1. "The Joker" – 3:54
2. "Spill Blood on Fire" (Japanese Version) – 5:17

## Medverkande
Musiker
- Ben Sotto – sång, keyboard
- Charley Corbiaux – gitarr, bakgrundssång
- Olivier Lapauze – gitarr
- Matthieu Gervreau Plana – basgitarr
- Thomas Das Neves – trummor

Bidragande musiker
- Tanja Lainio – sång
- Kévin Codfert – keyboard
- Tony Kakko – sång
- Paul Pool – stråkar
- Olivier Rengshausen – violin
- Jean Loye – cello
- Bob Laurnac – cello
- Fabien Chevallier – piano
- Ilinca Marche-Kiss – sång, körsång

Produktion
- Philip Colodetti – producent, mixning
- Johann Derime Geier – inspelningstekniker
- Nelson Leeroy – inspelningstekniker
- Mika Jussila – mastering
- JP Fournier – omslagskonst
- Cédric Ricci – albumkonst, layout, logotyp
- Remi Mouret – foto